# ʻAkilisi Pōhiva
Samiuela ʻAkilisi Pōhiva (Fakakai, distrito de Ha'ano, 7 de abril de 1941 — Auckland, 12 de setembro de 2019) foi um político tonganês. Pōhiva foi ministro da saúde durante um período de 9 dias e, posteriormente, primeiro-ministro do país de dezembro de 2014 até à sua morte em 2019.
Pōhiva foi casado com Neomai Pōhiva, que morreu em 2018. Pōhiva morreu no hospital de Auckland, na Nova Zelândia, em 12 de setembro de 2019, aos 78 anos de idade, depois de sofrer complicações por pneumonia e doença hepática.